# Тейлор Дейн
Леслі Вундерман (англ. Leslie Wunderman; нар. 7 березня 1962, Мангеттен, Нью-Йорк, штат Нью-Йорк, США), відома як Тейлор Дейн (англ. Taylor Dayne) — американська попспівачка, авторка-виконавиця та акторка єврейського походження. У 1987 за одну ніч Дейн стала міжнародною зіркою із синглом «Tell It to My Heart». Протягом 30 років кар'єри вона випустила 17 синглів, які увійшли у топ-20 музичних чартів, включаючи такі хіти як «Love Will Lead You Back», «Prove Your Love» та «I'll Always Love You».
Тейлор Дейн продала по всьому світу понад 75 мільйонів копій альбомів та синглів. Володарка трьох номінацій на Греммі, однієї American Music Award та численні New York Music Awards. Її ім'я записано до Нью-Йоркської зали слави, а журнал Rolling Stone назвав її 18-ю денс-співачкою всіх часів. Одна із небагатьох виконавців у музичній історії, яка успішно переходила між різними музичними жанрами, включаючи поп, денс, R&B, adult contemporary music та рок. Тричі її сингли потрапляли на вершину чарту Billboard Hot Dance Club Play. У грудні 2016 журнал Billboard назвав її 28-ю найуспішнішою з денс-співаків усіх часів.

## Життєпис
Леслі Вундерман народилася 7 березня 1962 у Мангеттені в Нью-Йорку. Має єврейське походження.
В шлюбах не була. У 2002 році прийняла двійнят через сурогатне материнство.
У 2014 оголосила, що вважає ЛГБТ-спільноту своєю найбільш відданою фанбазою.

## Дискографія
- Tell It to My Heart (1988)
- Can't Fight Fate (1989)
- Soul Dancing (1993)
- Naked Without You (1998)
- Satisfied (2008)